# Csárdás

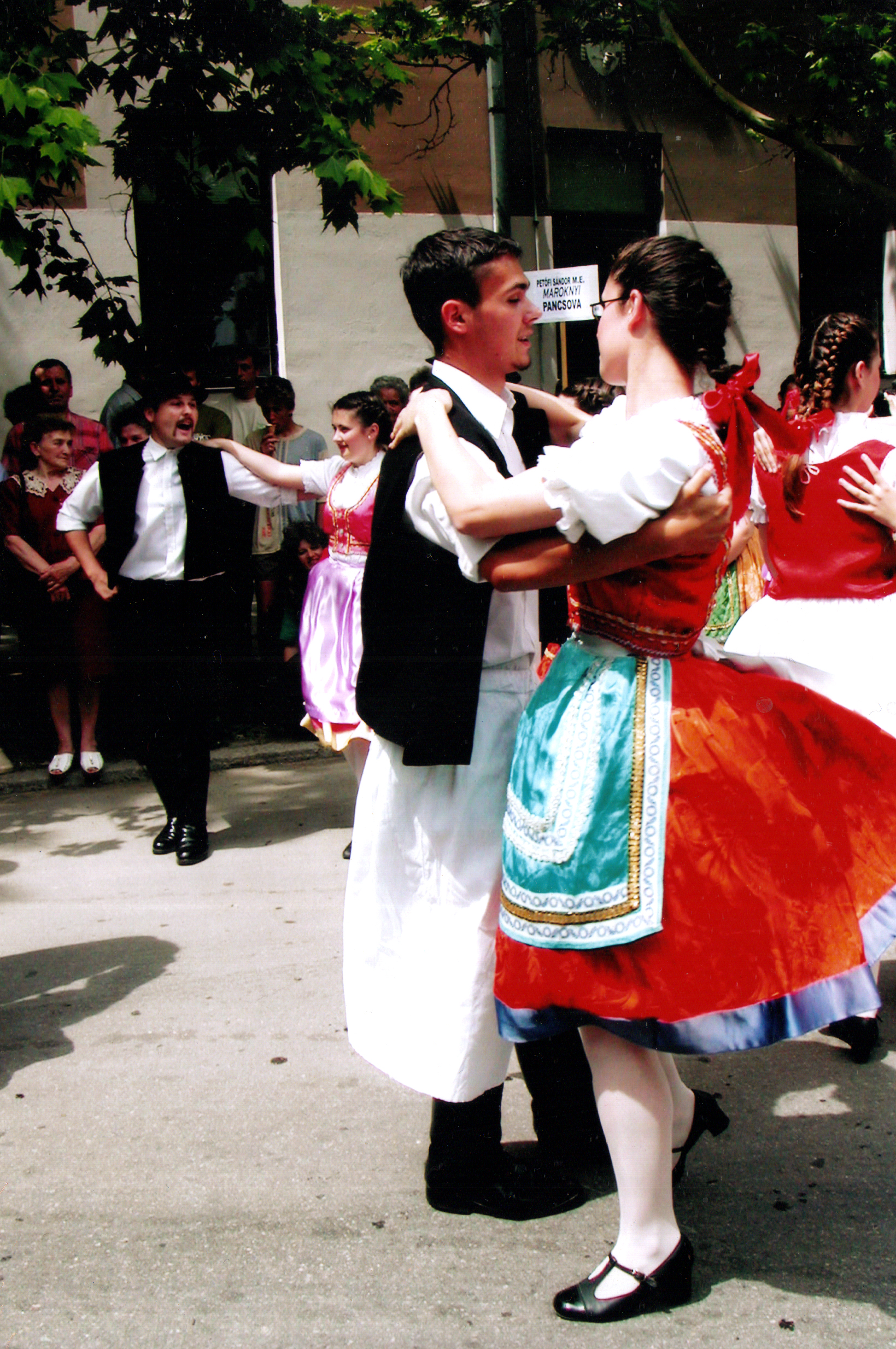
Csárdás-dansers

Een csárdás is een parendans zoals die in het vroegere Oostenrijk-Hongarije gebruikelijk was in de betere kringen.
In de hedendaagse Hongaarse muziek komen talloze csárdássen voor. Ook worden in Hongarije en Slowakije csárdássen in verschillende vormen als traditionele dans gedanst. Een csárdás bestaat doorgaans uit een langzaam (lassú) en een snel deel (friss).
Een bekende compositie is de csárdás van Monti uit 1904, die ook als intro in het nummer Alejandro van Lady Gaga wordt gebruikt.